# Musée Hébert (Paris)
Ne pas confondre avec le Musée Hébert situé à La Tronche, qui rend également hommage au peintre français Ernest Hébert
Le musée Hébert de Paris était un musée d'art monographique labellisé Musée de France crée grâce à l'initiative de René Patris-d'Uckermann, fils adoptif de Gabrielle Hébert et héritier en ligne directe du peintre français Ernest Hébert (1817-1908), et à sa généreuse donation faite en 1978 aux musées nationaux de France. Installé dans un ancien hôtel particulier (XVIIIe siècle) situé 85, rue du Cherche-Midi, dans le 6e arrondissement de Paris, le musée Hébert était dédié au souvenir de l'artiste et à la conservation d'une partie de ses œuvres ainsi que d'objets lui ayant appartenu. Il est, depuis 2004, administré par le musée d'Orsay et définitivement fermé au public.
Il convient de ne pas le confondre avec le musée Hébert de La Tronche dans la périphérie de Grenoble.  

## Histoire et description
L'hôtel particulier qui abritait le musée Hébert est dit petit hôtel de Montmorency, afin de le distinguer du grand hôtel de Montmorency-Bours situé dans la même rue (no 89). Il a été constitué en 1743 par rassemblement de plusieurs maisons[réf. nécessaire]. Ses façades sur rue (du Cherche-Midi et Jean-Ferrandi) sont protégées au titre de monument historique en vertu de l'arrêté du 22 février 1926. 
Le musée était consacré à l'œuvre d'Ernest Hébert (1817-1908), peintre renommé de la deuxième moitié du XIXe siècle, notamment pour ses portraits mondains. 
En 2004, le musée Hébert a été rattaché à l’établissement public du musée d’Orsay. Il a fait partie de l’Établissement public des musées d'Orsay et de l'Orangerie, créé le 1er juin 2010. 
À la suite d'une dégradation importante des structures de l'immeuble, ce musée d'État de 2 000 m2) a été fermé en 2004. À propos de cette fermeture, Colette de Wiljes relate, dans un article paru dans Le Bulletin d'information de SOS Paris, que le donateur a offert l'immeuble et ses collections à l'État ainsi que deux immeubles de rapport pour financer le fonctionnement du musée. Ces deux biens ont été attribués à deux entités administratives différentes. D'une part le musée d'Orsay recevait la charge du musée ; d'autre part la Fondation de France les bénéfices des immeubles.
La fermeture devait être temporaire mais le coût des travaux a finalement incité, au début des années 2020, à une fermeture définitive. Les collections devraient être réparties entre d'autres musées publics, dont le musée Hébert de La Tronche.